# Magnetofon szpulowy

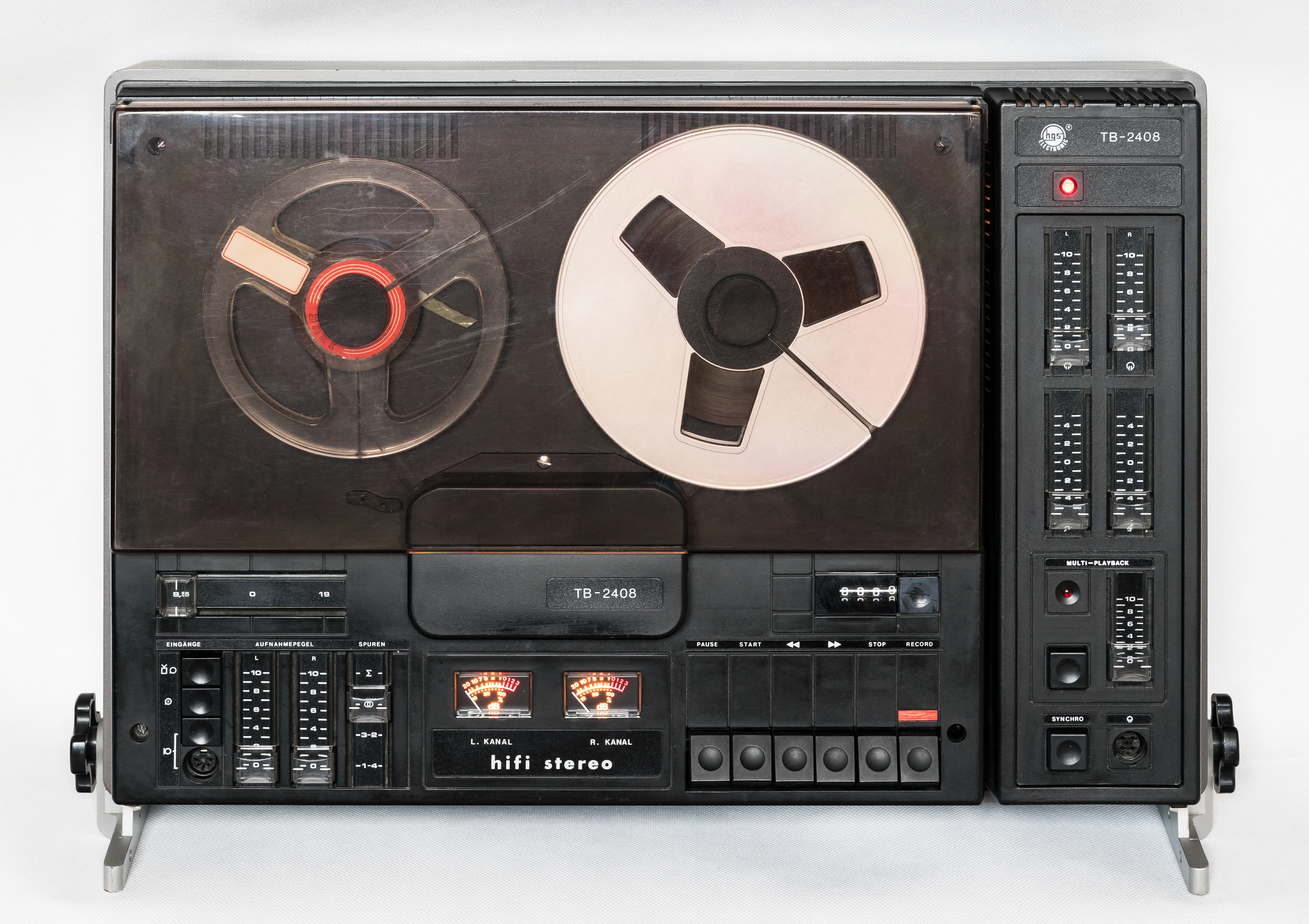
Magnetofon Aria M 2408 SD

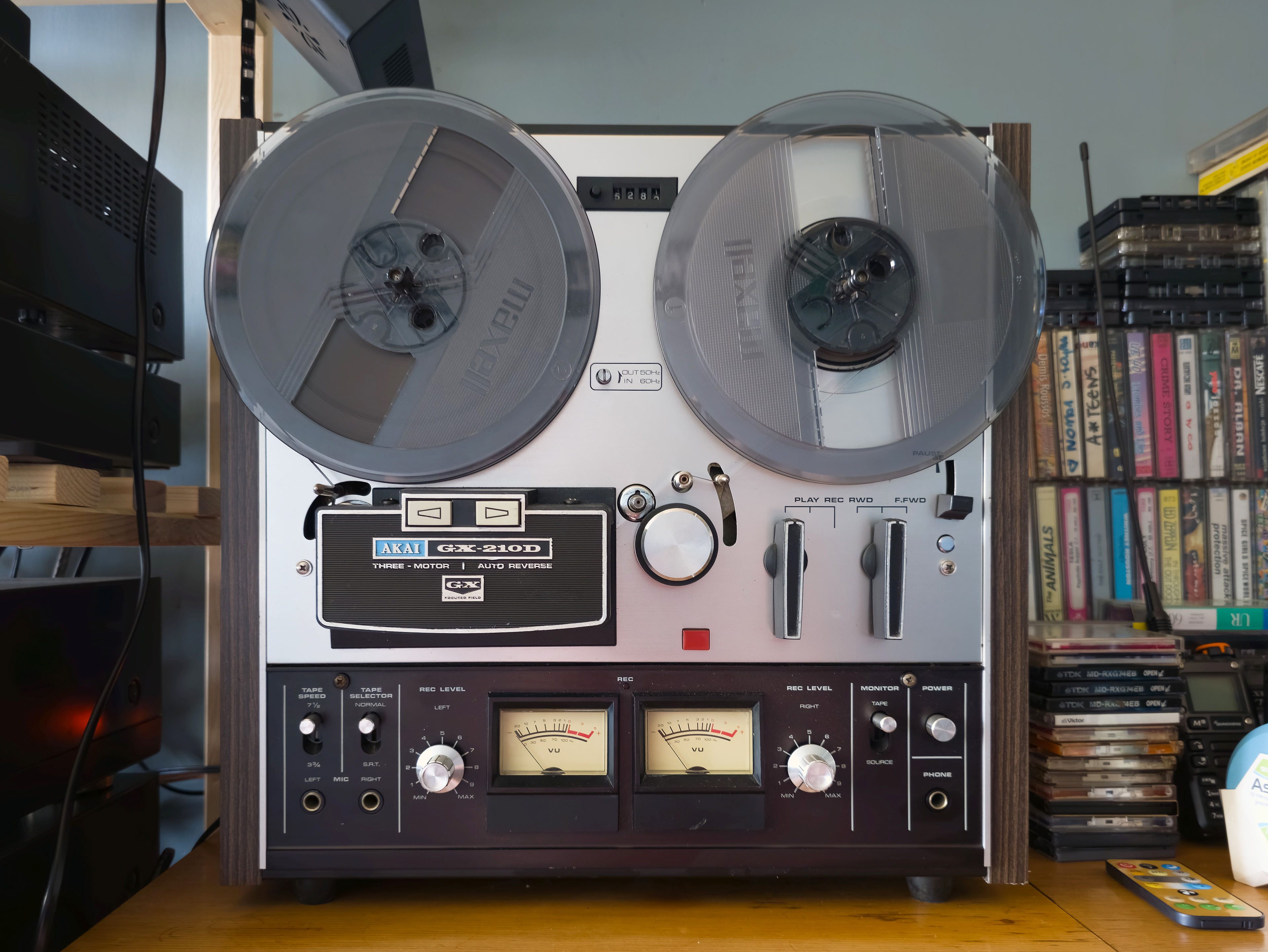
Magnetofon szpulowy Akai GX-210D

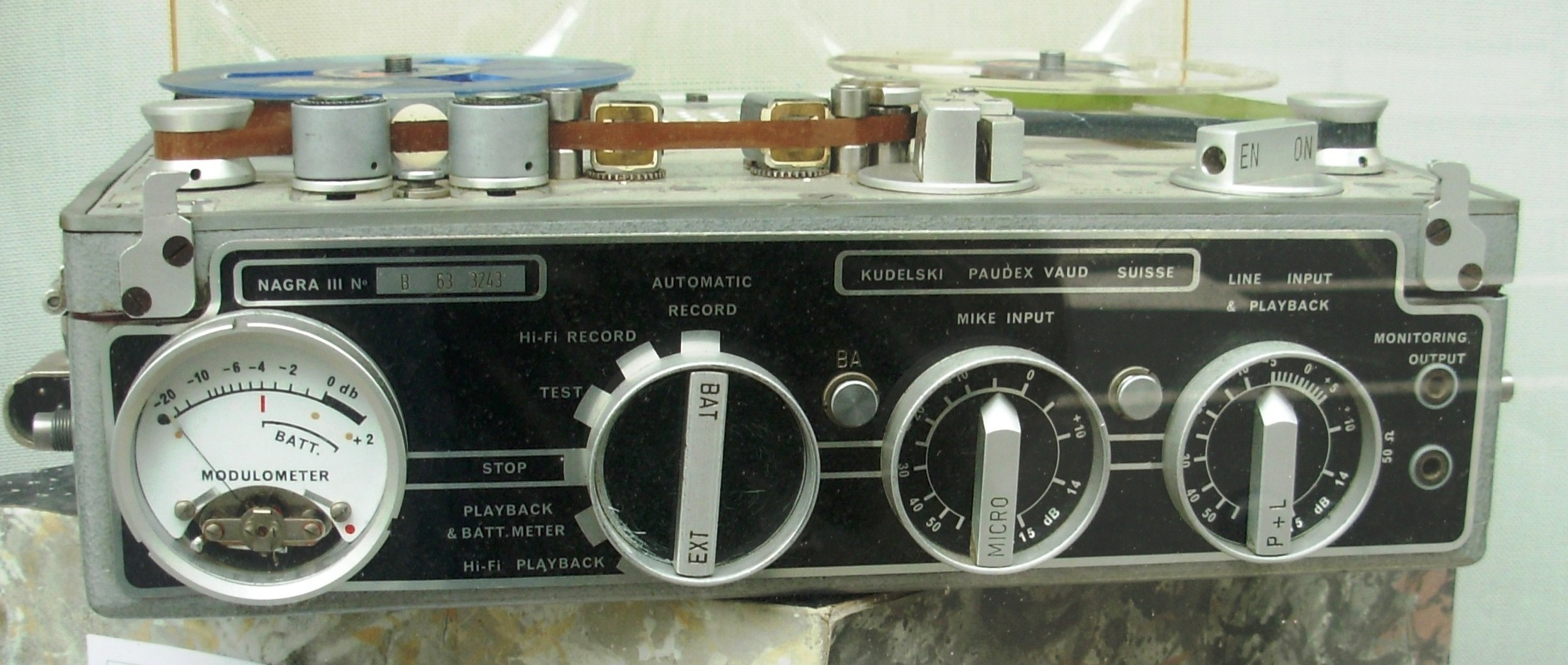
Profesjonalny reporterski magnetofon szpulowy firmy Nagra

Magnetofon szpulowy, magnetofon taśmowy – rodzaj magnetofonu wykorzystujący jako nośnik dźwięku taśmę magnetyczną nawiniętą na dwie szpule.

## Historia
W czasach największej popularności magnetycznych rejestratorów dźwięku, jakimi były magnetofony szpulowe (okres powojenny do lat 80. XX wieku), były obok magnetofonów kasetowych jedynymi dostępnymi również dla użytkownika nieprofesjonalnego, które umożliwiały samodzielny zapis dźwięku w warunkach domowych. Do lat 80., kiedy w magnetofonach kasetowych upowszechniły się również układy redukcji szumów, były także urządzeniami zapewniającymi niedoścignioną na ówczesne czasy, doskonałą jakość rejestrowanego dźwięku. Wadą tych urządzeń był dosyć duży ciężar (8 kg lub więcej) i dosyć duże wymiary, przez co były trudno przenośne.
Najpopularniejsze w Polsce magnetofony były produkowane przez zakłady zjednoczenia Unitra – najczęściej ZRK (Zakłady Radiowe im. Marcina Kasprzaka w Warszawie). W 1958 w tychże ruszyła produkcja lampowych magnetofonów Melodia. 
Popularnymi modelami magnetofonów „Kasprzaka” są m.in. ZK-140T (monofoniczny, czterościeżkowy), ZK-146 stereo, ZK-147, Aria, Dama Pik, M2405S, M2408 SD.

## Zasada działania
Taśma przewija się z jednej szpuli na drugą przesuwając się przed głowicą magnetyczną, która odczytuje zapis magnetyczny zarejestrowany na taśmie magnetofonowej lub zapisuje w postaci zmiennego pola magnetycznego dźwięk przetworzony wcześniej na sygnał elektryczny doprowadzony do głowicy magnetycznej.
W zastosowaniach domowych najczęściej używano taśm o szerokości 0,25 cala i szybkości przesuwu 4,76; 9,52 lub 19,05 cm/s.
W zastosowaniach profesjonalnych –  w studiach nagraniowych firm płytowych, rozgłośniach (stacjach) radiowych, w studiach filmowych używano magnetofonów o prędkościach przesuwu 38,1 i 76,2 cm/s nagrywających na taśmach magnetycznych o szerokości od 0,25 cala (6,25-6,3 mm) do 2 cali i umożliwiających jednoczesny zapis nawet do 48 niezależnych sygnałów dźwiękowych (tak zarejestrowane zwane były ścieżkami – stąd też określenia magnetofonów: dwu-, cztero-, ośmio-, 16-, 24-, 32-, 48-ścieżkowy – lub w przypadku konstrukcji zapisujących jednocześnie więcej niż 4 niezależne „kanały”: magnetofon wielościeżkowy).

## Zobacz też

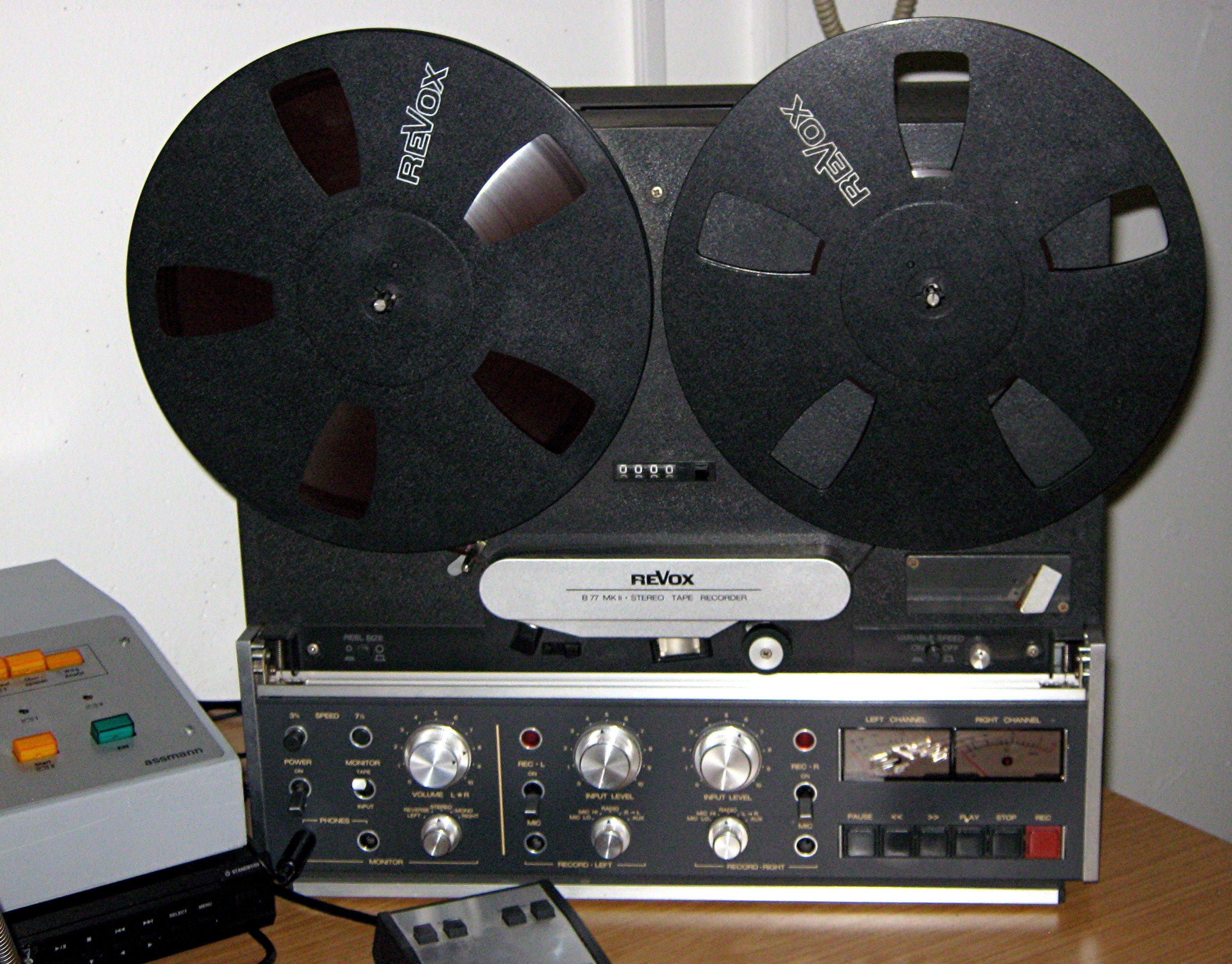
Ikona wśród wysokiej klasy magnetofonów szpulowych: Revox B77 MK II (około 1985 roku)
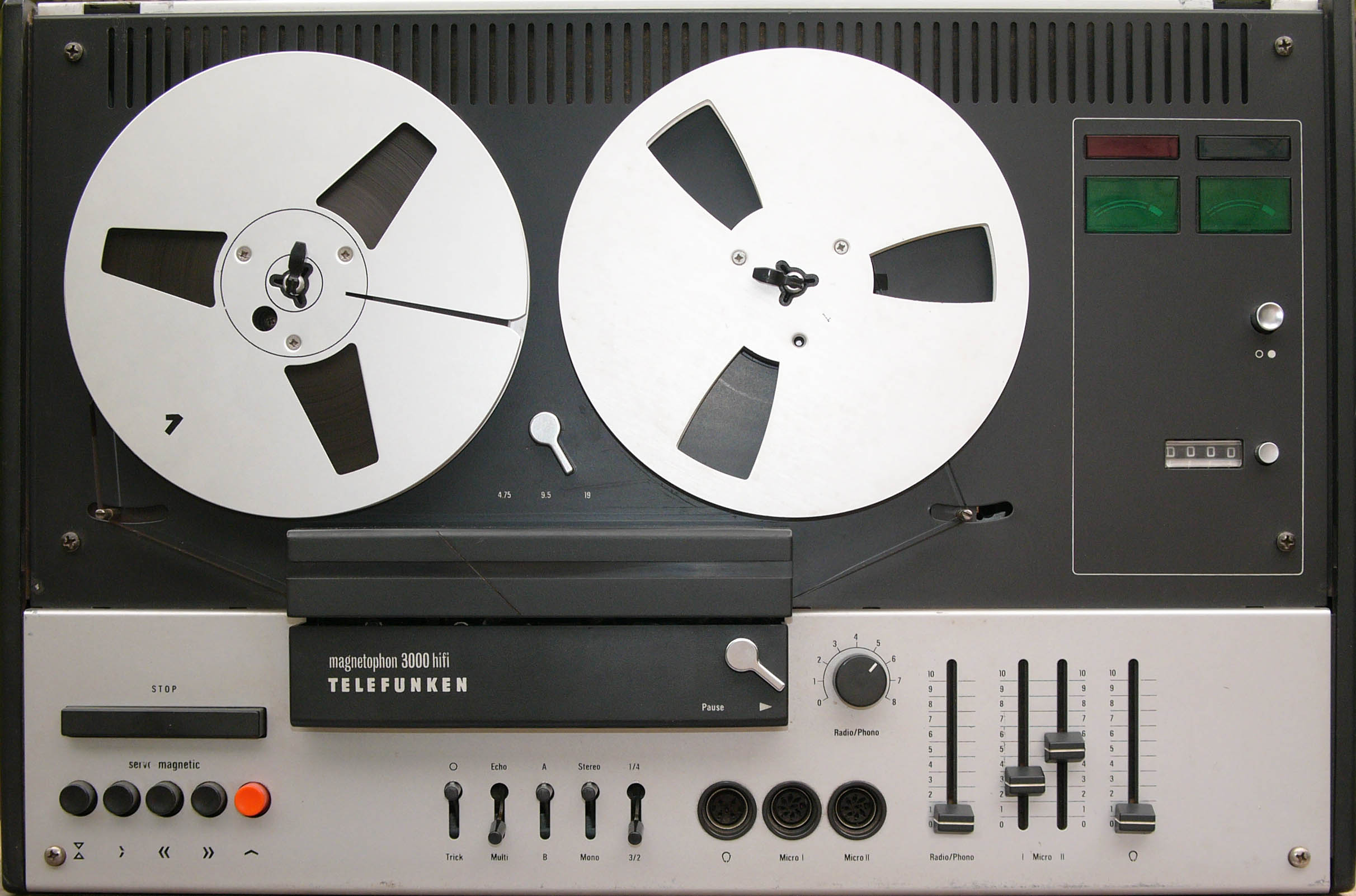
Magnetofon 3000 hifi Telefunken
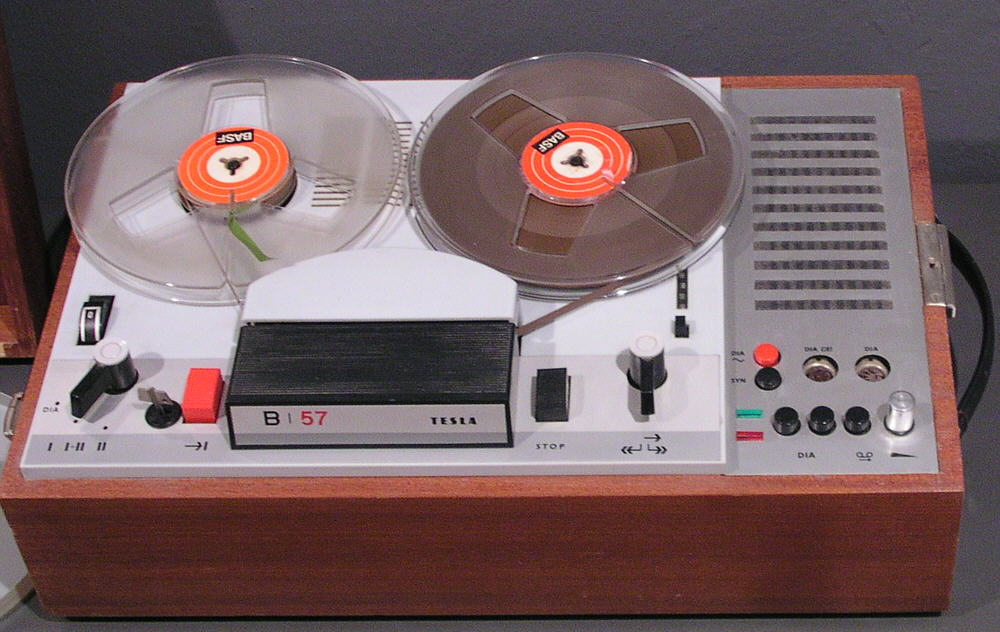
Magnetofon Tesla B57
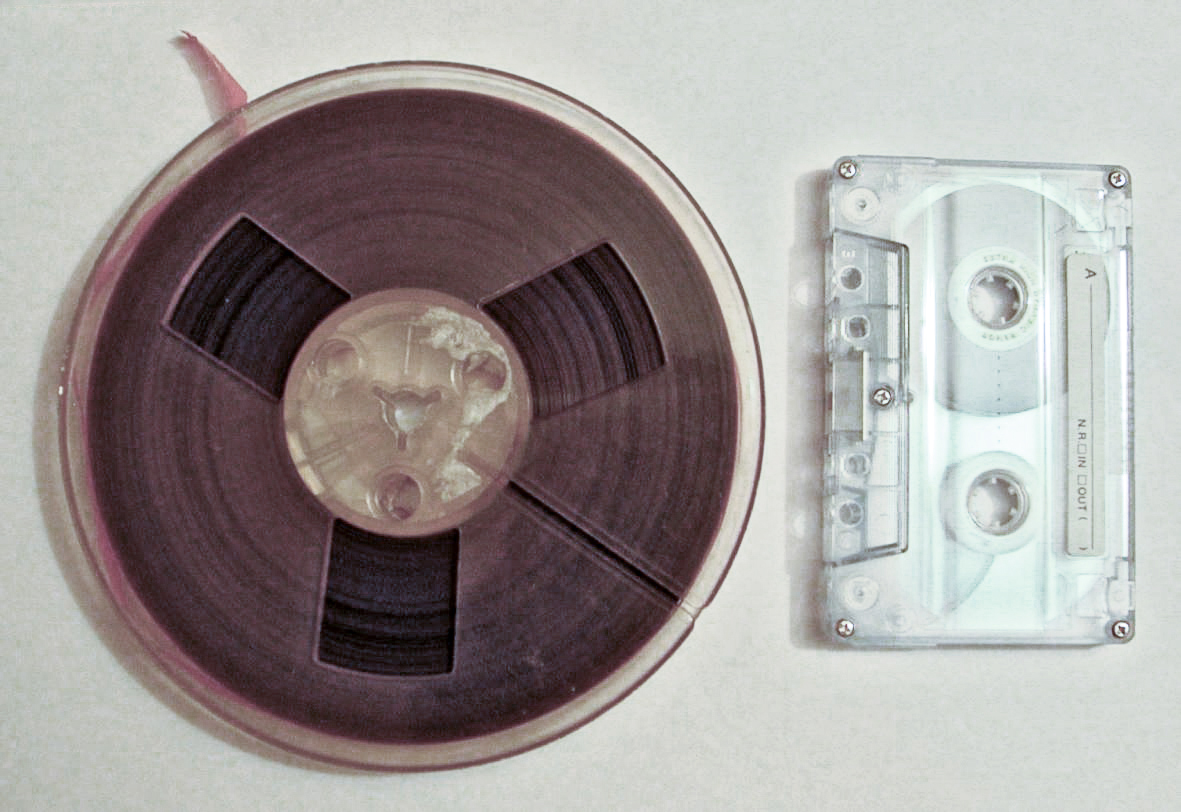
Porównanie taśmy szpulowej z tradycyjną kasetą
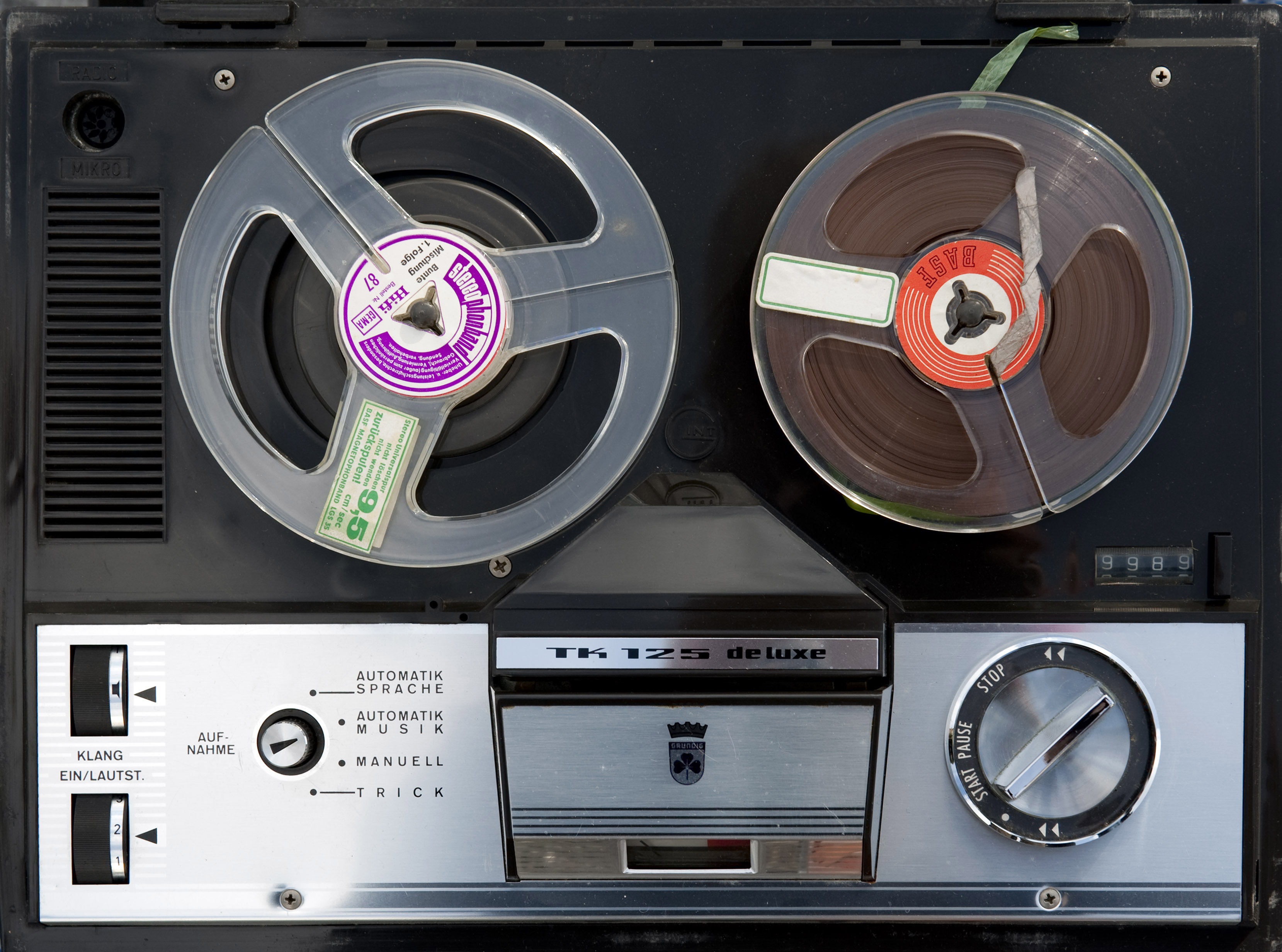
Magnetofon Grundig TK125 Deluxe
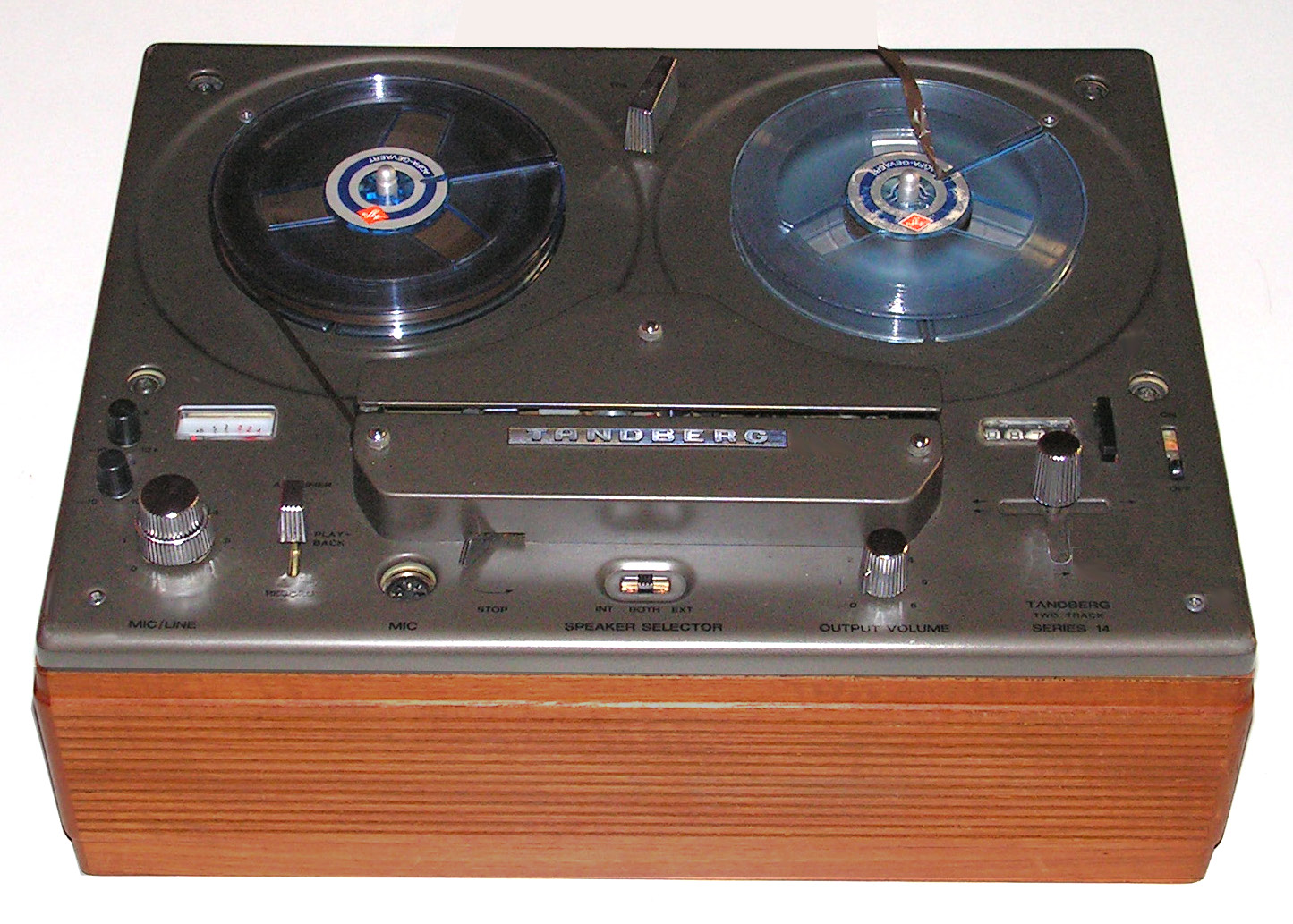
Magnetofon Tandberg
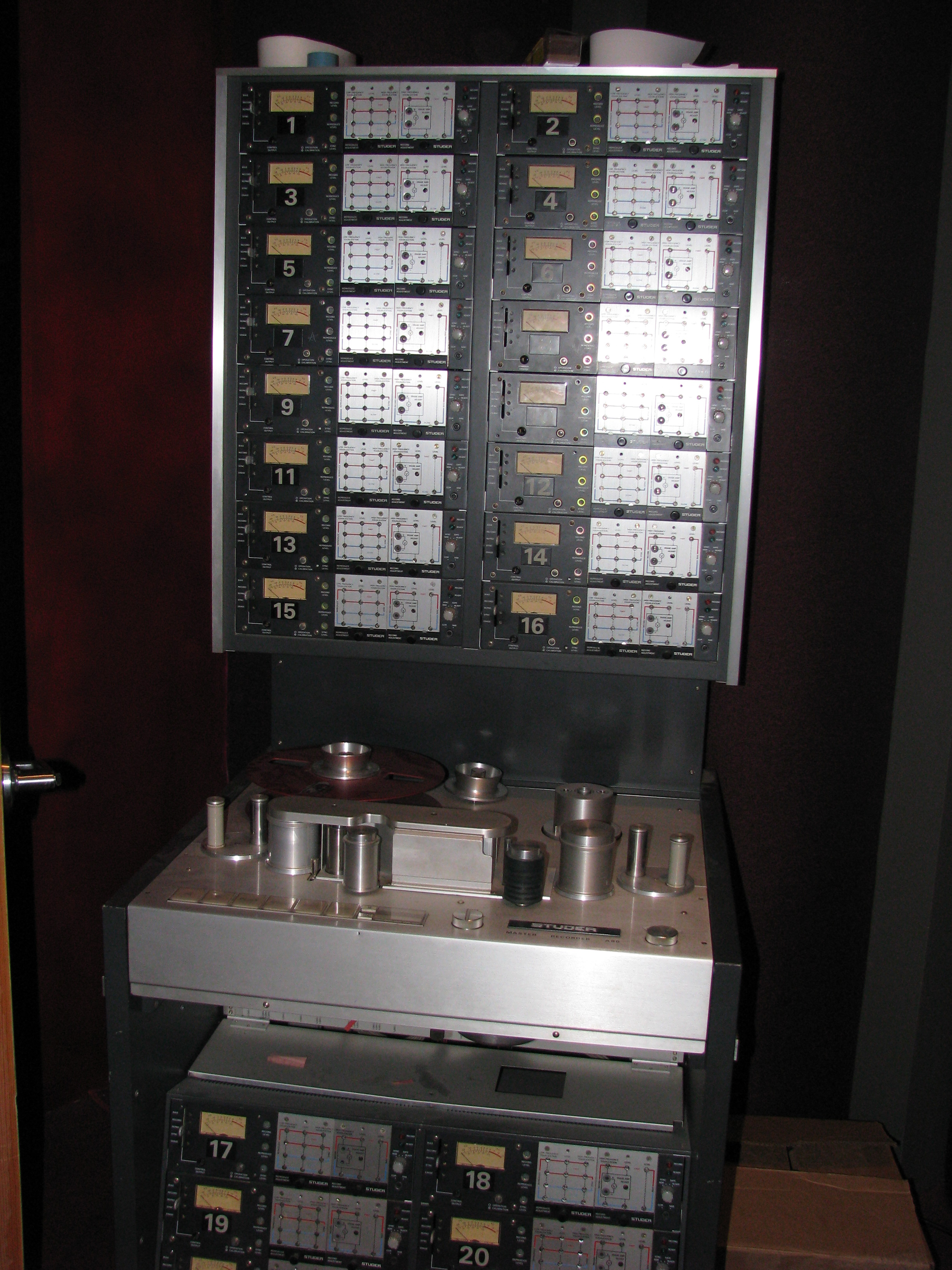
24-śladowy profesjonalny magnetofon studyjny na taśmę 2-calową Studer A80